# Ninja
En Ninja, oprindeligt Shinobi no Mono, (忍者 ordret oversat: “Den, som er skjult” eller “Den, som udholder”) var mænd og kvinder, som var oplært i den japanske krigskunst ninjutsu (omtrent = ”kunsten at holde sig skjult”) i det feudale Japan (før 1868 e.Kr.).

## Historie
De historiske oplysninger om ninja er sparsomme og bygger meget på legender og andenhåndsbeskrivelser. Ninjutsu byggede på hemmelig krigskunst, hvor ninjaer udgjorde et mindretal mod den herskende samuraiorden.
Ninjaerne fungerede i konflikter oftest som spioner for en eller flere stridende klaner og var som regel organiseret i Ryu som Iga-ryu, Koga-ryu, Negima-ryu osv. Ninja’erne havde i mange tilfælde et filosofisk/strategisk/militærteknisk kodeks, Ninpō.
Ninjaerne opstod som modkulturer af forskellige årsager og på forskellige tidspunkter i Japans historie eller som mindre modstandsgrupper mod en lokal daimyo (lensherre). Rekrutteringen af ninja-krigere foregik hovedsageligt blandt kriminelle og bønder. I nogle tilfælde opstod grupper blandt flygtninge fra kontinentet som kinesiske generaler, munke eller krigere i eksil fra krig eller hofintriger. Der blev således introduceret nye militære/filosofiske teknikker og begreber, der kunne styrke disse grupper.
Udøvelsen af ninjutsu var informationsindsamling, snigmord, lejesoldater i regulære krige eller som militær rådgivning. Specialiseringen kunne også ske inden for andre områder.
Der har der været anvendt ukonventionel krigsførelse langt tilbage i Japans historie, der associeres med ninjaer. Sun Tzus Krigskunsten indeholder afsnit om blandt andet spionage og er hjembragt fra Kina til Japan af den japanske udsending Kibi Makibi (693-755 e. Kr.). Den tidligst kendte japanske bog, Kojiki (714 e. Kr.) beskriver, at prins Yamamoto begår snigmord forklædt som kvinde, en fortolkning der senere er blevet udlagt som ninja.
Udbredelsen af ninja var størst i borgerkrigsperioden Sengoku Jidai i Japans middelalder. I 1700-tallet blev ninjaerne gjort til populære figurer i historier og kabuki-skuespil. Mange af ninjaernes færdigheder som evnen til at bevæge sig lydløst uden at blive opdaget eller bruge tricks blev forbundet med overnaturlige kræfter. Ninjaens uniform, den sorte maske og dragt, blev opfundet i denne periode.
'Ninjutsutræning' i Japan blev efter sigende åbnet for vesterlændinge i begyndelsen af 60'erne, hvor en udpræget interesse for ninja blev skabt af filmindustrien i Hollywood.

## Våben og værktøjer
- Ashiko.
- Shikomizue.
- Manriki.
- Makibishi.
- Kaginawa.
- Shuriken.
- Kusarigama.
- Manriki.
- Shuriken.
- Kusari katabira.
- Chigiriki.
- Ashiko.